# Vendex International
Vendex International was een Nederlandse multinational. Oprichter in 1982 was de Nederlander Anton Dreesmann (1923-2000). Het kwam voort uit het in 1972 opgerichte bedrijf Vendex, met de warenhuisketen Vroom en Dreesmann. Vendex International werd in 1997 gesplitst in een detailhandelsbedrijf met opnieuw de naam Vendex en dienstenbedrijf Vedior. Het bedrijf Vendex KBB NV ontstond in 1999 na een fusie van Vendex en Koninklijke Bijenkorf Beheer KBB, met De Bijenkorf en HEMA.

## Indeling concern
Het concern was in de volgende groepen ingedeeld:
Buitenlandse deelnemingenhet Amerikaanse Dillard's Warenhuizen, Mr. Goodbuys, boekwinkels van BDB en Barnes & Noble, MBS Textbook Exchange en Ingenuities, een keten van cadeau- en vrijetijdswinkels.
Vendex was in Brazilië actief met de warenhuizen Sears do Brazil, Ultralar, de bank Eltracred en Bob's Fast Food-restaurants, alsook een reclamebureau. Het postorderbedrijf Empire stores is in Groot-Brittannië actief.
DeelnemingenVendex was mede-eigenaar van De Bijenkorf, P&C en De Vleeschmeesters.
Dienstenschoonmaakbedrijf Cemsto
Financiële Dienstenbank Staalbankiers en assurantiebemiddelaar Vendorama
HardwarenKijkshop, Rovato, Guco, Heijmans, Electro-Jacobs, Valkenberg, Dixons, Siebel Juweliers, Lucardi, Rinck Optiek, groothandel Techno Holland, Van Maaren, overgenomen in 1995, Hans Anders, overgenomen in 1995, en America Today, overgenomen in 1993.
InformatieHierin bevonden zich in ieder geval een filmparticipatiebedrijf en incasso- en handelsinformatiebureaus.
LeisureVendorado, een beheerder van bungalowparken, vakantieparken Gran Dorado, en Publi Golf, dat golfbanen beheert.
LevensmiddelenVendex Food Group VFG. De ketens Edah, waaronder(?) Torro, Basismarkt, Edi, Dagmarkt, Autorama, Konmar en Vendet.
Modemodezaken Hunkemöller, Kreymborg, Kien, Perry Sport, Nieuw Engeland, Claudia Sträter en confectiefabriek Bracona.
Onderhoudsdienstenonder meer Nedlin, alvaltransportbedrijf Omega, De Zon, Tesco, de Ziekenhuisdienstengroep, kleine restaurants en beveiligingsbedrijf Nedsafe TS.
Postorderspostorderbedrijf Ter Meulen Post werd in 1986 overgenomen, maar in 1993 weer verkocht. Verder behoorden de postorderbedrijven Keurkoop, Concordia Mail, Inter-Sélection, het Oostenrijkse en Zwitserse Kurfürst Warenversand, Lekturama en Bakker Continental tot het Vendex-concern.
Uitzendbureausuitzendbureauketens Vedior, Vedior Compuhelp, Dactylo en ASB.
WarenhuizenVroom & Dreesmann, In de Lanscroon (restaurants), V&D Projectinrichting, International Distributors en Intervendex.
WonenDe Groep Wonen bestond uit de woonwinkels Stoutenbeek, Mondileder, Van Reeuwijk en Mobell en bouwmarkt SuperDoe.
Overige Dienstenopleidingscentra in Duitsland, NTI, InterCollege Nederland, Esdex Milieudiensten, onderhoudsdiensten, XP sneltransport, alsook belangen in gas- en oliebedrijven
Daarnaast behoorden de merken Vendomatic, Vendomus en platenlabel Discofoon tot Vendex.
Het honderdjarig bestaan van Vroom & Dreesmann werd in 1987 in Leiden onder grote belangstelling gevierd voor alle betrokken familieleden. De resultaten van dat jaar vielen echter tegen: het verlies van de keten over het boekjaar 1987/1988 bedroeg 36 miljoen gulden. Vendex International maakte in dezelfde periode 226 miljoen gulden winst, waardoor de schade beperkt bleef. De omzet bedroeg bijna 17 miljard gulden en er werkten 73.500 mensen, waarvan bijna 58.000 in Nederland.
Vendex International ging rond 1995 naar de beurs, zodat de familieleden hun aandelen konden verkopen. Het concern werd in 1997 gesplitst in een detailhandelsbedrijf met opnieuw de naam Vendex en dienstenbedrijf Vedior.